# Lispe leucosticta
Lispe leucosticta este o specie de muște din genul Lispe, familia Muscidae, descrisă de Stein în anul 1918.
Este endemică în Madagascar. Conform Catalogue of Life specia Lispe leucosticta nu are subspecii cunoscute.